# Rockin' Pneumonia and the Boogie Woogie Flu
Rockin' Pneumonia and the Boogie Woogie Flu (Part 1), plus simplement Rockin' Pneumonia and the Boogie Woogie Flu, parfois tronqué Rockin' Pneumonia, est une chanson écrite par Huey « Piano » Smith et Johnny Vincent (en) en 1957.
Le morceau est considéré comme un standard du rock'n roll : bien qu'il ne soit pas entré dans le top 40 au Billboard, la version de Smith s'est écoulée à plus d'un million d'exemplaires. La chanson constitue le premier succès national de Ace Records et le deuxième plus gros succès de la carrière de Smith après Don't You Just Know It, qui sort en 1958.
Notamment interprétée par Jerry Lee Lewis, Aerosmith ou encore Deep Purple, c'est la version de Johnny Rivers en 1972 qui obtient le plus grand succès commercial en atteignant le top 10 des classements nationaux au Canada (#3) et aux États-Unis (#6).

## Version originale de Huey "Piano" Smith
Singles de Huey "Piano" Smith
Don't You Just Know It
(1958)
La chanson était initialement un morceau instrumental. C'est Johnny Vincent, propriétaire de Ace Records, qui insista pour ajouter des paroles. Dans son autobiographie, Huey Smith avoue s'être inspiré de la chanson Roll Over Beethoven de Chuck Berry, dans laquelle ce dernier chante I got the rocking pneumonia, I need a shot of rhythm and blues. Huey décida ensuite lui-même d'ajouter and the boogie woogie flu, faisant ainsi référence à la pneumonie atypique ("walking" pneumonia) et à la grippe asiatique (flu) qui frappèrent les États-Unis en 1957.
Le single sort en juin 1957, puis sur l'album Rockin Pneumonia la même année. La face B, Part 2, en est une version instrumentale.
Plusieurs versions sont publiées sous la référence ACE 530 : certaines étiquettes mentionnent 'Huey "Piano" Smith' seul, d'autres 'Huey "Piano" Smith and the Clowns',.
En 1959, Smith sort le premier album sur lequel il est explicitement accompagné de son groupe The Clowns. Sous le nom 'Huey "Piano" Smith and his Clowns', l'album Having a Good Time contient Rocking Pneumonia, faisant office de première piste.

### Popularité et influence
La popularité du morceau l'a transformé en un standard du rock 'n roll bien qu'il ne soit jamais entré dans le top 50 du Billboard Hot 100. La raison avancée est que le morceau est 'trop brut et trop noir' pour l'époque : les radios 'blanches' l'ont volontairement boudé à la fin des années 1950.
Pour John Hirt qui a réalisé la première biographie officielle de Huey Piano Smith, la chanson, a minima, caractérise le rock 'n roll voire la culture musicale de la Nouvelle-Orléans.

### Membres
- Piano : Huey 'Piano' Smith
- Voix de tête[11] : "Scarface" John Williams (en) (et non, contrairement aux chansons suivantes du groupe, celle de Bobby Marchan (en)[12],[n 1]).
- Seconde voix[11] : Sidney Rayfield (le barbier de Huey)
- Guitare[11] : Earl King
- Basse[11] : Frank Fields (en)
- Saxophone[11] : Lee Allen, Alvin Red Tyler
- Batterie[11] : Charles "Hungry" Williams (en)

### Classement
Il s'agit du premier succès national pour Ace Records,. Le magazine Billboard présente le titre le 17 juin 1957, puis à nouveau le 8 juillet : le titre entre au classement le 15 juillet 1957.
| Classement (1957)                       | Meilleure position |
| --------------------------------------- | ------------------ |
| États-Unis (Billboard Hot 100)          | 52                 |
| États-Unis (Most Played R&B by Jockeys) | 5                  |

Le titre se vend à plus d'un million d'exemplaires,.

### Suite
En septembre 1959, Huey Smith modifie les paroles de la chanson et son titre : le single Tu-Ber-Cu-Lucas and the Sinus Blues est publié chez Ace Records sous la référence ACE 571.
En 1981, David Lindley reprend cette version sur son album El Rayo-X.

## Reprise de Johnny Rivers
Singles de Johnny Rivers
Think His Name
(1971) Blue Suede Shoes
(1973)
Au début des années 1970, Rivers est sous contrat chez United Artists, le label ayant récemment racheté les catalogues Libery et Imperial, son ancienne maison de disques. Rivers se remet à interpréter des standards du rock : en 1971, sa reprise de Sea Cruise (chanson déjà écrite par Smith et devenue un succès pour Frankie Ford en 1959) lui rappelle ses origines louisianaises mais n'atteint que la 84e place au Billboard Hot 100. L'année suivante, il forme un groupe avec le guitariste Dean Parks (en), le batteur Jim Gordon et Larry Knechtel au piano, issu du groupe de musiciens de studio The Wrecking Crew. C'est ce dernier qui lui propose de reprendre Rockin' Pneumonia and the Boogie Woogie Flu.
Le single, renommé Rockin' Pneumonia - Boogie Woogie Flu, sort en septembre 1972, extrait de l'album L.A. Reggae sorti la même année.

### Classements
Son interprétation se hisse à la 6eposition du Billboard Hot 100 : il s'agit du cinquième meilleur classement pour Rivers, mais c'est le titre qui reste le plus longtemps classé à cette date (19 semaines), uniquement battu par Swayin' To The Music en 1977 (24 semaines).
| Classement (1972–73)           | Meilleure position |
| ------------------------------ | ------------------ |
| Australie(Go-Set)              | 27                 |
| Canada (RPM Top Singles)       | 3                  |
| Nouvelle-Zélande (Listener)    | 11                 |
| États-Unis (Billboard Hot 100) | 6                  |
| États-Unis (Cashbox Top 100)   | 5                  |
| États-Unis (Record World)      | 4                  |

| Classement annuel (1973)       | Position |
| ------------------------------ | -------- |
| États-Unis (Billboard Hot 100) | 78       |
| États-Unis (Cash Box)          | 30       |

### Certification
| Pays       | Certification | Ventes   |
| ---------- | ------------- | -------- |
| États-Unis | Or            | +500.000 |

## Autres reprises (sélection)
Informations issues de SecondHand Songs, sauf mention contraire.
- Roy Milton (juillet 1957),
- Larry Williams chez Specialty Records en 1957, accompagné de René Hall à la guitare, Earl Palmer à la batterie et Plas Johnson au saxophone ténor[27],
- The Crickets sur In Style with the Crickets (1960),
- P.J. Proby sur I Am P.J. Proby (1964),
- Jerry Lee Lewis, en single (mai 1965),
- Georgie Fame and The Blue Flames, sur Move It On Over (1965),
- Chris Farlowe, sur 14 Things to Think About (mars 1966),
- Shocking Blue, sur Shocking Blue (1968),
- The Flamin' Groovies sur Supersnazz (1969) puis Flamingo (1970),
- Grateful Dead, sur Steppin' Out with The Grateful Dead - England '72 (seulement diffusé en 2002),
- Professor Longhair sur Rock 'n Roll Gumbo (1974),
- Mac Curtis, sur Truckabilly (1981),
- Patti LaBelle, sur The Spirit's in It (1981),
- James Booker sur King of New Orleans Keyboard - Volume One (1984),
- Aerosmith sur la bande originale de Neige sur Beverly Hills (1987), qui atteint la 44e place au classement Billboard Mainstream Rock Tracks[28],
- Bruce Springsteen, sur scène en compagnie de Clarence Clemons (1993)[29],
- Edgar Winter, sur Come Back Baby (1996)[30]
- Dion DiMucci, sur New Masters (2003),
- K.C. and the Sunshine Band, sur Feeling You! The 60s (2015),
- Deep Purple sur Turning to Crime (2021).

### Adaptations en langue étrangère
| Année | Langue     | Titre                                   | Adaptation    | Interprète(s) |
| ----- | ---------- | --------------------------------------- | ------------- | ------------- |
| 1971  | Français   | Pneumonie Rock et Boogie-woogie toux    | Claude Moine  | Eddy Mitchell |
| 1973  | Français   | Le petit chinois en toxedo vert et bleu |               | Patrick Zabé  |
| 1974  | Finlandais | Puuki vuuki luu                         | Tapio Niemelä | Hullujussi    |

## Utilisation dans les médias
- En 1987, dans Neige sur Beverly Hills de Marek Kanievska,
- En 1991, dans Le vol de l'Intruder de John Milius,
- En 1991, dans Talent for the Game de Robert Milton Young,
- En 1994, dans My Girl 2 de Howard Zieff.